# Argeus z Argu
Argeus (starogr. Αργεύς - Argeus) byl v roce 328 př. n. l. Vítěz starověkých olympijských her ve vytrvalostním běhu dolichu (dolichos, řecky "dlouhý běh").
Argeus z Argu zvítězil na 113. starověkých olympijských hrách v dolichu, vytrvalostním běhu, který byl zaveden již na 15. hrách v roce 720 př. n. l. Původně se dolichos běžel na vzdálenost sedm stadií (jeden stadion byl přibližně 192 m), později ho prodloužili na dvanáct a nakonec na čtyřiadvacet stadií (4615 m), takže to byl náročný běh. Argeus po korunovaci olympijským věncem, což znamenalo pro každého atleta vrcholný okamžik života, běžel oznámit tuto radostnou zprávu svým rodákům do Argu a oznámil ji údajně ještě v ten samý den, překonal přitom vzdálenost delší než sto kilometrů a v cestě mu přitom stály i dvě horstva. Tento téměř nadlidský výkon překonal v starověku, podle antických autorů, jen legendární Feidippidés, který ještě před svým slavným maratónský během, běžel z Atén do Sparty, žádat o vojenskou pomoc a pak se vrátil zpět za dva dny, překonal tak vzdálenost 230 km
Do historie těchto her se zapsal i Hérodóros z Megary, který vyhrál v soutěži trubačů a následně vyhrál i na devíti po sobě jdoucích hrách. Při svém prvním vystoupení ohlásil vítězství boxera Satyra z Élidy, při posledním vítěze závodu čtyřspřeží Tálemacha z Élidy.